# یابوونووو (شهرستان اولتسکو)
یابوونووو (به لاتین: Jabłonowo) یک روستا در لهستان است که در گمینا کوواله اولتسکیه واقع شده‌است.